# Funningur
Funningur era un comune delle Isole Fær Øer. Aveva una popolazione di 83 abitanti, faceva parte della regione di Eysturoy sull'isola omonima.
Il 1º gennaio 2009 è stato unito al comune di Runavík.